# Monte Rombon
Il Monte Rombon (2.207 m s.l.m., in sloveno anche Veliki Vrh) è una montagna delle Alpi Giulie, posta in Slovenia (Goriziano sloveno), sovrastante il comune di Plezzo.

## Storia
È stato al centro delle azioni militari durante la prima guerra mondiale.

## Galleria d'immagini

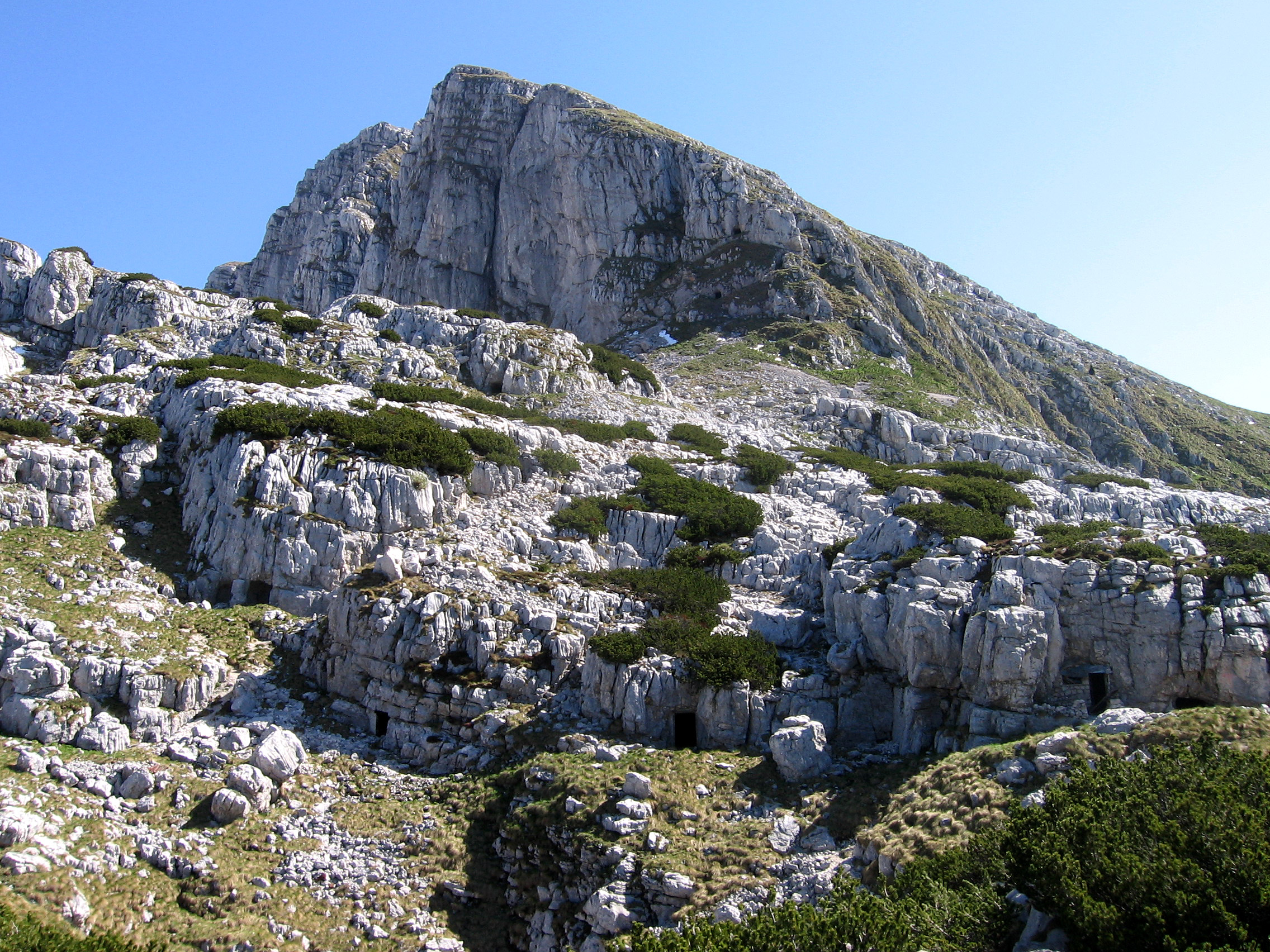
Vetta del Rombon